# Stephan Enter
Stephan Enter (* 12. November 1973 in Rozendaal) ist ein niederländischer Schriftsteller.

## Biografie
Stephan Enter studierte an der Universität Utrecht sowohl  Niederländische Sprach- und Literaturwissenschaft als auch Keltische Literaturwissenschaft und Kultur. Er debütierte 1999 mit dem Erzählband Winterhanden, hatte aber zuvor bereits zwei Romane und fünfundzwanzig Erzählungen geschrieben, die er für eine Veröffentlichung verwarf. Mit dem Roman Grip (2011) erreichte er erstmals ein größeres Publikum, so dass er seitdem von seiner Arbeit als Schriftsteller leben kann. Enters Arbeiten sind ins Deutsche, Norwegische, Italienische, Französische und Ungarische übersetzt worden.
Der Autor lebt in Utrecht. Anders als andere Literaten scheut er die Öffentlichkeit und legt großen Wert auf sein Privatlebens. Er will durch seine Romane überzeugen und von den Lesern geschätzt werden und nicht durch Auftritte etwa in Talkshows.
Enter erntet für seine Bücher viel Lob. Er hat trotz seiner Medienscheu verschiedene Auszeichnungen und diverse Nominierungen für Preise erhalten. Dies und die Bestätigung seiner Leserschaft motivieren ihn, an neuen Veröffentlichungen zu arbeiten.

## Bibliografie
(Quelle:)

### Romane
- 2004 – Lichtjaren, Verlag G.A. Van Oorschot Amsterdam, ISBN 978-90-282-4200-5.
- 2007 – Spel, Verlag G.A. Van Oorschot Amsterdam, ISBN 978-90-282-4219-7.
- 2011 – Grip, Verlag G.A. Van Oorschot Amsterdam, ISBN 978-90-282-4179-4.
- 2015 – Compassie, Verlag G.A. Van Oorschot Amsterdam, ISBN 978-90-282-6079-5.
- 2019 – Pastorale, Verlag G.A. Van Oorschot Amsterdam, ISBN 978-90-282-9300-7.

### Erzählungen
- 1999 – Winterhanden (verhalenbundel), Verlag G.A. Van Oorschot Amsterdam, ISBN 978-90-282-4192-3.

### Deutsche Übersetzungen
- Im Griff, (Grip) Übertragen durch Christiane Kuby, Verlag Bloomsbury Berlin[4]
- Spiel, (Spel) Übertragen durch Christiane Kuby, Berlin Verlag

## Auszeichnungen
- 2012: Gouden Uil (Preis der Leserjury) für Grip
- 2012: Ferdinand-Bordewijk-Preis für Grip
- 2012: C.C.S. Croneprijs für sein Œuvre

### Nominierungen
- 2000: Libris-Literaturpreis (Shortlist) für Winterhanden
- 2000: Dortse Debutantenprijs für Winterhanden
- 2001: Gerard-Walschap-Preis (Shortlist) für Winterhanden
- 2005: Gerard-Walschap-Preis (Shortlist) für Lichtjaren
- 2005: Libris-Literaturpreis (Shortlist) für Lichtjaren
- 2008: Libris-Literaturpreis (Longlist) für Spel
- 2008: Halewijnprijs für Spel
- 2012: Libris-Literaturpreis (Longlist) für Grip
- 2012: AKO Literatuurprijs (Shortlist) für Grip
- 2012: Gouden Boekenuil (Shortlist) für Grip
- 2015: ECI Literatuur Prijs für Compassie
- 2016: Fintro-Literaturpreis (Shortlist) für Compassie
- 2016: Nederlandse Boekhandelprijs für Compassie
- 2016: Euregio-Schüler-Literaturpreis für Grip/Prises/Im Griff